# Локации в играх серии Half-Life
Данная статья описывает локации, которые фигурируют в серии компьютерных игр Half-Life компании Valve. Среди них присутствуют как полностью вымышленные места (например, мир Зен), так и места, смоделированные на основе реально существующей местности (к таким относится город Сити 17, чей внешний вид основан сразу на нескольких городах Восточной Европы).
Некоторые локации присутствуют сразу в нескольких играх серии — например, научный комплекс «Чёрная Меза», в котором разворачивается действие первой игры серии Half-Life, вышедшей в 1998 году, и её официальных дополнений: Half-Life: Opposing Force 1999 года, Half-Life: Blue Shift и Half-Life: Decay 2001 года.

## Локации

### Half-Life и дополнения

#### Чёрная Меза

Логотип «Чёрной Мезы»

Научно-исследовательский комплекс «Чёрная Меза» (англ. Black Mesa Research Facility) — научно-исследовательский комплекс, который, согласно сценарию игры, расположен в пустыне в штате Нью-Мексико, США. В комплексе «Чёрная Меза» развивается действие первой части серии, Half-Life, а также официальных дополнений к ней — Opposing Force, Blue Shift и Decay. Здесь в результате неудачного эксперимента происходит катастрофа, имеющая роковые последствия для всей Земли и являющаяся отправной точкой сюжета всей серии.
Определённые части и помещения могут быть представлены в одной из указанных игр и не показаны в другой. В Half-Life 2 и эпизодах комплекс не фигурировал, за исключением краткого эпизода в Episode Two.
Масштабные размеры комплекса, который включает в себя офисы, лаборатории, тестовые камеры, военную базу, места для отдыха и спорта, позволили разработчикам показать разные части «Чёрной Мезы» в каждой из игр. В играх серии отображены как помещения комплекса, так и наружные области. Комплекс поделён на множество секций, перемещение между которыми выполняется, как правило, при помощи монорельса.

##### Секторы комплекса
Перемещение по комплексу осуществляется при помощи монорельсовой системы; она представляет собой разветвлённую транспортную сеть, имеющую перегрузочные терминалы на обычную железную дорогу, соединяющуюся, в свою очередь, с Нью-Мексико при помощи гражданской железной дороги. Монорельсовую дорогу снабжает электроэнергией Сектор управления транспортной сетью (сектор Е).

###### Лаборатории
Центральный комплекс «Чёрной Мезы» содержит несколько областей упаковки экипировки, механизированные ремонтные панели.
- Лаборатория аномальных материалов (Сектор C) — место, где работал Гордон Фримен на момент начала событий Half-Life. Здесь находится антимасс-спектрометр — гигантское устройство, используемое учёными для изучения кристаллов Зена, и именно здесь произошёл каскадный резонанс, ставший причиной масштабной телепортации пришельцев с Зена на Землю.
- Комплекс «Биокупол» (Сектор Е) — сверхсекретная, сильно охраняемая и высокотехнологичная секция «Чёрной Мезы», содержит различные лаборатории и тестовые камеры для исследования форм жизни Зен и других измерений. Находящийся под землёй и запечатанный тяжёлыми стальными дверьми «Биокупол» также является местом для содержания и изучения пришельцев. После каскадного резонанса большинство пришельцев вырвалось на свободу.
- Лаборатория изучения гидрофауны, являющаяся частью «Биокупола», используется учёными для изучения водной фауны Зена. Огромные заполненные водой камеры содержат хищных инопланетных ихтиозавров и клетки для акул.
- Комплекс «Лямбда» (Сектор F) — сверхсекретный комплекс, содержащий ядерный реактор и секретные телепортационные лаборатории. Комплекс получил серьёзные повреждения после каскадного резонанса, однако продолжал функционировать и после инцидента. Он стал убежищем для выжившего персонала.
- Лаборатории энергетических частиц используются для изучения энергетических частиц, с возможным применением в оружии.
- Продвинутая биологическая лаборатория находится на и под поверхностью, располагается рядом с Сектором G (дамба).
- Лаборатория биологических исследований — место, где учёные проводят эксперименты, исследуют хирургию, фауну Зена, а также наблюдают их натуральную среду, питание, характеристики и умения выживания. Второй уровень используется для разработки оружия.
- Ракетные тестовые лаборатории Сектора Е доступны через ж/д систему. Включают пусковую шахту Е, центр экспериментальных ракетных технологий и спутник «Лямбды».
- Комплекс «Гамма» — следующий за комплексом «Лямбда», один из самых скрытных секторов «Чёрной Мезы» и, возможно, отделения «Биокупола». Сектор «Гамма» содержит несколько карантинных лабораторий, используемых для изучения биологических процессов и физических особенностей организмов из Зена. Комплекс также содержит генераторы для прототипа смещающего маяка, генерирующего мощные мини-порталы между Землёй и Зеном, для безопасного сбора организмов.
- Центр контроля воздушного пространства — постройка, смежная со взлётными полосами, используемая для наблюдения за воздушным пространством «Чёрной Мезы», а также в качестве диспетчерского пункта.
- Секция А-17: Лаборатории прототипов — эти лаборатории находятся под землёй и содержат ранние прототипы телепортов, а также вспомогательные генераторы ниже «Чёрной Мезы».
- Экспериментальная пусковая лаборатория (Пусковая установка D) находится под землёй и практически не посещается. Этот сектор использовался для изучения двигателей ракет. После каскадного резонанса шахта заселяется тентаклами.

#### Прочие помещения
- Тренировочный центр (Сектор А) используется для обучения персонала использованию защитного энергокостюма H.E.V. и обучения сотрудников охраны. Обучение проводят голографические инструкторы. Две известные части центра подготовки находятся в неиспользуемой индустриальной части комплекса. Сектор состоит из самого́ тренировочного центра и «Зоны 2» операций со спутником, которая содержит склады и спутниковые подключения.
- Центр хранения охладителей (Сектор В) — один из семи основных секторов «Чёрной Мезы», включающий в себя «Зону 2: Офисы администрации» и «Зону 8: Верхние жилые помещения». Зона 8 — жилая зона, расположенная на поверхности и соединённая с Линией B монорельсовой системы, здесь проживал Барни Калхаун.
- Администрация (Сектор D) — место, где располагаются офисы, области хранения материалов, а также кафетерии и кухни.
- Складской комплекс содержит несколько обширных бетонных складов, защищённых мощными дверьми и охранным персоналом.
- Гидроэлектростанция (Сектор G) — один из основных источников энергии для «Чёрной Мезы». Пусковые шахты достигаются по монорельсовой дороге. Этот сектор содержит оборудование для запуска спутников и преобразованные пусковые шахты МБР для хранения больших ракет.
- Зона 4 содержит парковку и систему доставки материалов к транспортной системе «Чёрной Мезы». Вспомогательный генератор находится в секторе В.
- Зона 7 для служащих «Чёрной Мезы» является местом отдыха и проживания. Содержит места для занятий спортом, развлечений. Включает в себя кафетерии и прочие социальные объекты. Медицинский центр оснащён КТ и МРТ-сканерами, складом с медикаментами и медицинским оборудованием.
- Жилые сектора (уровень 3) — жилые кварталы персонала, включающие в себя комнаты отдыха, магазины, библиотеки, бассейны и т. д. Здесь жил Гордон Фримен в период своей работы в «Чёрной Мезе».
- Военный центр, кроме различных защитных механизмов по всей «Чёрной Мезе», содержит ядерное вооружение. Имеет непробиваемые двери, механизированные ремонтные панели для солдат, большой арсенал из экипировки военных, ангары для танков и вертолётов. Уровень 1: Основной вход — центральная точка входа для всего персонала.
- Центр хранения заполняет практически всю поверхность «Чёрной Мезы».
- Зона 3 (Центр охраны) — тут располагаются центры видеонаблюдения, оружейные и прочее.
- Канализация (Сектор G) — транспортная система, через которую отходы попадают на завод по переработке. Канализация выходит через фрахтовый склад на поверхность.
- «Переработка отходов» представляет собой центр по уничтожению биологически опасных материалов и химически опасных веществ. Грузовой склад находится на поверхности, это один из множества складов в «Чёрной Мезе».

#### Зен
Зен (англ. Xen, произн. «Зэн») — чужеродный мир, фигурирующий в серии игр Half-Life (в частности, в Half-Life и официальных дополнениях для неё — Opposing Force и Blue Shift). Сюжет первой части строится на том, что из Зена на планету Земля, в результате открывшегося в лаборатории «Чёрная Меза» портала, переносятся живые существа, враждебные к обитателям Земли. Согласно задумке, главной особенностью Зена является то, что этот мир — своеобразный «пространственный коридор»: при совершении телепортации, являющейся одним из ключевых явлений в сюжете серии Half-Life, все объекты проходят через этот мир, чтобы попасть в назначенное место.
Все локации Зена, показанные в играх серии, представляют собой островки (астероиды) — либо неподвижно висящие, либо летящие в пространстве, окружённом живописной небесной сферой. Размеры островков варьируются от крошечных, стоя на которых едва умещается один человек, до огромных образований с собственными внутренними водоёмами и гигантскими существами, населяющими их. Рядом с островками в пространстве часто располагаются крошечные платформы, непрерывно движущиеся по определённой траектории. Различных цветов «небеса», окружающие островки, на разных локациях Зена могут отличаться друг от друга: в одних можно разглядеть звезду, в других — туманности, а в некоторых — отдалённые объекты совершенно неизвестного происхождения. Гравитация Зена несколько слабее земной, но схожий состав атмосферы позволяет человеку находиться на Зене без защитной экипировки, не причиняя ущерба для здоровья (как доказано примером персонажа Барни Калхауна, путешествующего по Зену в Blue Shift). Атмосфера Земли, в свою очередь, также не является губительной для существ Зена.
Экосистема Зена достаточно разнообразна. К представителям его животного мира относятся такие существа, как буллсквиды, барнаклы, тентаклы, хаундаи и хедкрабы (подробнее см. Список обитателей Зена). Последние представлены несколькими стадиями своего развития: помимо наводнивших «Чёрную Мезу» обычных зомбирующих хедкрабов, встречается огромная матка под названием «гонарх» и её многочисленные детёныши. В первой части, Half-Life, показано, что многие живые существа, обитавшие на Зене, переместились на Землю. Хедкрабы, барнаклы и некоторые другие представители фауны Зена присутствуют также и в Half-Life 2, но в несколько изменённом виде: они приспособились к новой для себя обстановке, оставаясь по-прежнему враждебными к людям; другие существа из Зена, обладающие развитым сознанием и интеллектом — вортигонты, являясь противниками в первой Half-Life, во второй части стали союзниками.
Мир Зен содержит множество природных ресурсов, совершенно отличных от тех, что встречаются на Земле; например, в Зене можно увидеть небольшие водные источники, которые способны положительным образом влиять на состояние живых существ. Главные герои в Half-Life и дополнениях могут пополнять в таких источниках здоровье.

### Half-Life 2 и эпизоды

#### Сити 17
Сити 17 (англ. City 17) — это город, где разворачивается бо́льшая часть действий игр Half-Life 2 и Half-Life 2: Episode One, а также Half-Life: Alyx. Этот город является столицей постапокалиптического мира, захваченного Альянсом — могущественной межпланетной цивилизацией, которая вторглась на Землю во время портальных штормов после событий Half-Life и поработила человечество. В городе царит атмосфера тотального контроля над жителями со стороны Гражданской обороны Альянса; Сити 17 служит образцом типичного города тоталитарного режима. Расположен недалеко от морского побережья. Город окружён неприступными стенами и радиационными каналами, где из живых существ встречаются лишь барнаклы, хедкрабы и зомби.
На начальном этапе создания игры разработчики взяли за основу несколько восточноевропейских городов (дизайнеры уровней собрали фотографии Болгарии, России и Румынии). Восточноевропейская архитектура была выбрана из-за того, что она вобрала в себя множество стилей, «пережив» множество исторических событий и влияний, что сказалось на её разнообразности и необычайности. При создании Сити 17 в архитектуру XIX века добавлялись элементы архитектуры 1930-х, 40-х и 70-х годов. Затем в город были добавлены инопланетные элементы в характерной Альянсу стилистике. Разрабатывая город, создатели игры добивались того, чтобы игрок во время игры имел ощущение сюрреализма, абстракции и искажения, испытывал одновременно атмосферу безысходности, чувство подавленности и упадка.
Многие автомобили, брошенные на улицах города, основаны на советских марках «Москвич», «ЗАЗ», «РАФ» и «ГАЗ», «Трабантах» ГДР, чешских «Авиа» и «Шкода», а также «Volkswagen Golf II», производившихся в 60-х, 70-х, 80-х и 90-х годах; эти автомобили часто встречаются в постсоветских республиках. Для перевозки граждан и некоторых грузов по железной дороге Альянс использует в качестве локомотивов укороченные моторные вагоны дизель-поездов ДР1 (ДР1П, ДР1А) рижского производства, а также поезда собственной проектировки. Другие предметы быта, встречаемые в сиквеле и эпизодах, также имеют марки, отсылающие к реальным компаниям, а в Alyx на них периодически можно обнаружить тексты и названия на русском языке.
Со становлением режима Альянса в городе началось возведение сооружений с тёмной монолитной архитектурой, таких как смотровые башни, гарнизоны безопасности с силовыми полями, заслоны безопасности, камеры видео-наблюдения, передвижные стены и дверные запоры с сенсорными замками, которые служат единственным целям — обеспечивать безопасность и контролировать перемещение граждан в городе.
В одном из зданий, неподалёку от вокзала, располагается секретная лаборатория доктора Айзека Кляйнера — одного из персонажей Half-Life 2, учёного, помогающего Сопротивлению.
За городом проходит система каналов водоснабжения — по ней главный герой, Гордон Фримен, в главах игры 3-5, добирается до «Восточной Чёрной Мезы».

##### Цитадель
Цитадель (англ. The Citadel) — обширная военная база Альянса высотой в несколько километров (8406 м), располагающаяся в центре Сити 17. Цитадель выполняет функции командно-административного центра, координационного центра связи, завода по производству военной техники Альянса и ремонтно-снабжающей базы. Помимо этого, в ней имеется устройство телепортации на главную военную базу родного мира пришельцев, работающее на реакторе тёмной энергии. Телепорт расположен практически на вершине Цитадели. В ней находится и правительство Сити 17 во главе с Уоллесом Брином. Цитадель окружена глубокой впадиной.

##### Сити 17 в других играх
15 сентября 2010 года была размещена в Сети пользовательская кампания (модификация) игры Left 4 Dead 2 под названием City 17. Кампания является бесплатной, и в неё можно играть на специально выделенных официальных серверах. В City 17 воссозданы главы 3-5 игры Half-Life 2: Episode One, но с косметическими изменениями в стиле Left 4 Dead. Поскольку события кампании происходят во вселенной Left 4 Dead, а не Half-Life, в кампании нет Гордона, Аликс и Барни, а зомби являются не люди, зомбированные хедкрабами, а «заражённые» из вселенной Left 4 Dead.

#### Восточная Чёрная Меза

«Восточная Чёрная Меза», наружный вид.

После событий, произошедших в финальной части Half-Life и приведших к разрушению комплекса «Чёрная Меза», несколькими выжившими учёными была построена Восточная Чёрная Меза (англ. Black Mesa East). Данное место, впервые показанное в Half-Life 2, является небольшой исследовательской лабораторией, а также базой Сопротивления. Она размещается в подземной части старой гидроэлектростанции, находящейся рядом с заброшенным шахтёрским городком Рейвенхольм за пределами Сити 17.
В «Восточной Чёрной Мезе» проживает доктор Илай Вэнс со своей дочерью Аликс и ассистенткой Джудит Моссман, а также другие члены Сопротивления, включая союзников-вортигонтов. Вортигонты в «Восточной Чёрной Мезе» выполняют множество обязанностей, таких как приготовление еды или энергоснабжение с помощью их естественной способности генерировать электричество. Они также помогают Илаю, работая на компьютерах или устанавливая новые части каких-либо механизмов.
Все входы в «Восточную Чёрную Мезу» находятся под наблюдением видеокамер, охраняются автоматическими подвесными турелями и вмещают в себя камеры дезинфекции с тяжёлыми герметическими дверьми, чтобы сдерживать потенциальных врагов. «Восточная Чёрная Меза» соединена с шахтёрским городом Рейвенхольмом посредством туннеля, который был забаррикадирован после бомбардировки Рейвенхольма крабснарядами, не давая, таким образом, заражённым людям и хедкрабам попасть внутрь.
После того, как главный герой Гордон Фримен добирается до «Восточной Чёрной Мезы» в Half-Life 2, Джудит Моссман выдаёт Альянсу местонахождение базы и она подвергается массированной бомбардировке. Очевидно, что после того, как Илай Вэнс некоторое время спустя перебрался на другую базу Сопротивления, «Белую Рощу», «Восточная Чёрная Меза» более не использовалась людьми.

#### Рейвенхольм

Рейвенхольм

Рейвенхольм (англ. Ravenholm) — небольшой заброшенный шахтёрский город, расположенный недалеко от «Восточной Чёрной Мезы»; в нём обитают зомби — заражённые при помощи крабснарядов люди, беженцы из Сити 17. Единственный живой обитатель города — священник отец Григорий, который слишком привязан к своей церкви, чтобы уйти оттуда.
Григорий установил в городе ряд ловушек, которые призваны останавливать зомби на своём пути, пропуская «обычных» людей: ловушка с электрическим забором под напряжением, к которому прикреплён труп, привлекающий зомби; ловушка с крутящимся пропеллером, режущим зомби; ловушка с падающим на проходящих под ней зомби автомобилем; ловушка с газовым спринклером, в результате срабатывания которой зомби оказываются подожжены.
Во время разработки Half-Life 2 создатели игры несколько раз меняли внешний вид города и его название (в числе названий были: Quarry (рус. Карьер), Traptown (от англ. trap — «западня»), Zombie Town и др). В ролике, показанном на выставке E3 в 2003 году, город располагался на пристани.

#### Побережье
Побережьем (англ. The Coast) именуется большая часть пустоши, показанная в Half-Life 2 и размещающаяся возле моря; включает в себя несколько заброшенных посёлков, а также заброшенный порт.
Побережье расположено между окраинами Рейвенхольма и Нова-Проспект. Часть его пространства была обустроена Альянсом. Побережье также заселено колонией муравьиных львов, живущих под песком и выходящих оттуда в том случае, если они почувствуют вибрации от движений над собой; определённая часть побережья заселена зомби, а также некоторыми другими существами из Зена.
На побережье видно, что Альянс буквально «высасывает» земные ресурсы: море частично высушено, береговая линия гораздо ниже, чем была изначально; это подтверждается тем фактом, что причалы, которые всегда строят в непосредственной близости от воды, теперь находятся на значительном расстоянии от моря. На берегу можно видеть множество лодок и кораблей.
Вдоль побережья проходит Шоссе 17, которое соединяет Сити 17 с соседними городами и тюрьмой Нова-Проспект. Вдоль шоссе можно обнаружить разрушенные и затем заселённые обитателями Зена туннели.

#### Повстанческие базы
На этой местности, помимо заброшенных городков, размещается также несколько точек Сопротивления. Эти базы повстанцев именуются: «Берег» (основная база, находящаяся на Пирсе 187, соединяется с Рейвенхольмом при помощи старой шахты; имеет в своём распоряжении одноместный автомобиль-багги, на котором главный герой игры, Гордон Фримен, передвигается по местности), «Новая Малая Одесса» (под командованием полковника Одессы Каббеджа) и «Точка Маяка» (третья база, которую посещает Гордон Фримен в ходе действия игры, размещается на маяке). Сразу после битвы со штурмовиком в Новой Малой Одессе Гордон прибывает на захваченную Альянсом базу, дислоцированную неподалёку от крупного разрушенного моста. Повсеместно на побережье игрок встречает множество селений и домов, расположенных непосредственно на берегу.
Также на побережье находится лагерь вортигонтов — небольшая повстанческая точка, заселённая людьми и вортигонтами-союзниками; соединяется с пещерами, в которых главный герой обучается возможности использовать фероподы для контроля муравьиных львов.

#### Пустошь
Пустошь — огромная территория из песка. Появилась на Земле в результате того, что силы Альянса начали осушать моря и океаны. Это локация частично появляется в главе «Великий день», когда хедкраб Ламарр ломает телепорт.

#### Нова-Проспект

Вид на «Нова-Проспект» снаружи комплекса.

Нова-Проспект (англ. Nova Prospekt) — военная база и лаборатория для содержания политических заключённых, усовершенствованная Альянсом; прежде была известна как сверхохраняемая тюрьма. В данном месте Альянсом проводится «исправление» преступников посредством психотронного излучения и биомодифицирования, превращение их в преданных системе солдат. Пытки проводятся, вероятно, при помощи кибернетических имплантатов, которые используются для того, чтобы запрограммировать заключённого на службу Альянсу. Металлические вставки на головах солдат и лоботомизированные части скелета сталкеров — специально подготовленных солдат, которые вынуждены служить в качестве своеобразных рабов — показывают, что учёные Альянса также используют нейрохирургию для экспериментов над заключёнными.
Нова-Проспект разделён на две части, показанных в двух главах игры, называемых: «Нова-Проспект» (в которой фигурирует «Старый Нова-Проспект») и «Завихрение» («Новый Нова-Проспект»). Тюремные зоны поделены на двенадцать различных секторов; старая секция тюрьмы состоит преимущественно из стандартных камер, офисов и большой общей душевой комнаты; на момент событий, происходящих в Half-Life 2 (где это место впервые показано в девятой главе), она практически не используется. Архитектура новой секции выглядит более современной и состоит, как правило, из множества сложных технических конструкций.

#### Шахта Победы
Шахта Победы (англ. The Victory Mine) — локация, впервые показанная в Half-Life 2: Episode Two и представляющая собой старую шахту, сильно изменившуюся после того, как там обосновались колонии муравьиных львов, устроивших гнездо в её подземельях.
Шахта состоит из наземного и подземного корпусов. Наземный корпус из двух частей, имеющих маркировки «П» и «И» соответственно, частично заселён зомби, в то время как подземный оборудован ограничителями периметра, которые препятствуют проникновению в него муравьиных львов; в нём находится большое количество складских и рабочих помещений. Внешние корпуса сообщаются через железную дорогу и автомагистраль.

#### Белая Роща
Белая Роща (англ. White Forest, дословно — «Белый лес») — локация, которая представляет собой большую территорию с лесной местностью и небольшим количеством построек. Впервые появляется в Half-Life 2: Episode Two.
Согласно интервью, данному компанией Valve сайту Computer and Video Games, «Белая Роща» изначально была военной базой времён холодной войны, которую исследовательский центр «Чёрная Меза» приобрёл в связи с бюджетными проблемами в Северной Америке.

### Связанные игры

#### Святая Ольга

Святая Ольга. Справа — располагающийся на утёсе монастырь.

Святая Ольга (англ. St. Olga) — небольшой город, который размещается в неопределённой местности вдоль Шоссе 17. Первоначально планировалось показать эту локацию в Half-Life 2, однако она была вырезана из окончательного варианта игры; в данном городе происходит действие дополнения Half-Life 2: Lost Coast.
Ольга (название, возможно, является отсылкой к киевской княгине Ольге) задумана как монастырь, построенный в византийском стиле. Единственным живым обитателем города является старый рыбак, имя которого не называется (разработчиками и игроками он именуется как The Fisherman, что буквально означает «Рыбак»). Монастырь играл роль пусковой площадки для крабснарядов, устроенной Альянсом, однако затем город был окончательно заброшен.

#### Aperture Science
Лаборатория исследования природы порталов Aperture Science — штаб-квартира и научно-исследовательский комплекс. Здесь проходит действие связанной с серией Half-Life игры Portal 2007 года (и, позже, — Portal 2 2011 года), разработанной Valve и выпущенной одновременно с Half-Life 2: Episode Two. В самой Episode Two лаборатория лишь упоминается (её логотип изображён на контейнерах с ледокола «Борей»).

Логотип Aperture Laboratories

«Лаборатория исследования природы порталов» (основана в 1947 году) располагалась в городе Кливленд, штат Огайо (США). Будучи конкурентом исследовательского центра «Чёрная Меза», она занималась изучением телепортации, созданием технологий для мгновенного перемещения, а также разработала суперкомпьютер GLaDOS, играющий важную роль в сюжете Portal.
Лаборатория исследования природы порталов являлась серьёзным конкурентом исследовательского центра «Чёрная Меза», который также вёл разработки в области мгновенного перемещения. Исследования «Чёрной Мезы» были сконцентрированы на телепортации (в конечном счёте, как можно наблюдать в Half-Life 2, они привели к созданию работоспособного телепортера), в то время как Aperture Science занималась альтернативной технологией, использующей червоточины (входами/выходами которых, собственно, и являются порталы). Именно принятые Aperture Science в стремлении обогнать «Чёрную Мезу» рискованные решения привели к выходу компьютера GLaDOS из-под контроля, а также к исчезновению ледокола «Борей». Тем не менее в какой-то момент Aperture Science удалось достигнуть значительных успехов и превзойти своего оппонента, о чём свидетельствуют графики, которые можно увидеть при прохождении Portal в конференц-зале. Но когда в «Чёрной Мезе» в результате инцидента произошло открытие межпространственного разлома, конкуренция Aperture Science с ней оказалась теоретически проигранной.
Центр развития (англ. Aperture Science Enrichment Center) — часть Лаборатории исследования природы порталов. Центр был создан Aperture Science в начале 50-х годов для проведения испытаний с переносным устройством создания порталов. Участники испытаний в игровой форме проходили тестовые камеры, преодолевая различные препятствия и головоломки, на основе которых наблюдающие за ними учёные Aperture Science изучали пути практического применения устройства создания порталов и самих порталов. Тестовые камеры современного Центра развития выглядят как оформленные белыми панелями залы с различными объектами для проведения испытаний (к таким объектам относятся различные грузовые кубы). Часть залов обрамлена тёмными блоками, на которых невозможно открывать порталы (что тоже является элементом испытаний). За ходом тестирования следит GLaDOS, используя для наблюдения стационарные видеокамеры. Перемещения между залами испытаний осуществляются с помощью лифтов или подсобных помещений. Комплекс расположен под землёй, он невероятно огромен и уходит вглубь на несколько километров.
Нижний уровень, расположенный в пещере на глубине более четырёх километров под землёй, представляет собой громадное пространство с заброшенными тестовыми камерами, расположенными в огромных подвешенных асбестовых сферах. Изначально испытания разработок Aperture Science проводились именно в этой части комплекса. Несмотря на то, что эта часть комплекса уже много лет заброшена, из громкоговорителей во время действия Portal 2 всё ещё можно услышать заранее записанные сообщения от Кейва Джонсона — бывшего руководителя Aperture Science Innovators.
Верхний уровень также представляет собой огромное подземное пространство с проложенными по нему направляющими балками, по этим балкам могут перемещаться тестовые камеры. Таким образом комбинация тестовых камер не является постоянной и может меняться при необходимости. Тестовые камеры в свою очередь состоят из нестационарных панелей, способных менять конфигурацию камеры. Панели изготавливаются на конвейерах в самом центре, что позволяет GlaDOS собирать новые тестовые камеры. Центр был практически полностью автономен и не требовал постоянного вмешательства учёных в ход испытаний. Совершив побег за пределы тестовых камер, игрок обнаруживает множество обслуживающих их различных механизмов. Известно, что Aperture Science вкладывала в Центр развития бо́льшую часть своих средств. Изначально, на заре становления Aperture Science Innovators, в качестве подопытных использовались сторонние люди, затем прохождение испытаний стало обязательным и для работников.
На верхнем уровне лаборатории расположена огромная «зона консервации». Здесь, в состоянии анабиоза, находилось около 10 тысяч человек, испытания для которых должны были начаться позже. Каждый испытуемый располагался в собственной камере, внешне напоминающей небольшую комнату с предметами интерьера и мебелью: кроватью, шкафом, телевизором и т. д. Во время событий Portal 2, вероятно, большинство законсервированных уже мертвы. Перед началом испытания подопытный выводится из состояния анабиоза и переводится во временную камеру отдыха. Подопытная — девушка Челл, персонаж игрока в Portal, одета в оранжевую униформу с надписью «Aperture». Она приходит в себя в камере отдыха для испытуемых, где имеется герметичная капсула для сна и туалет. Камера отдыха изолирована, из неё нет выхода, кроме как через создаваемый портал. Работник, который был озадачен постройкой Центра развития, в своём сообщении так же делает замечание о подобной камере (названной как «01 Подвал отдыха»): «Посмотри-ка на запись камеры. Чем бы этот «подвал отдыха» не являлся, дверей у него нет».

##### Борей
«Борей» (в оригинале лат. Borealis — «северный») — ледокол, ранее принадлежавший корпорации Aperture Science и впервые упомянутый в Half-Life 2: Episode Two.
На борту корабля содержалась некая высокая технология, разработанная в Лаборатории. В своём стремлении превзойти исследовательский центр «Чёрная Меза» в борьбе за правительственный грант, в Aperture Science пренебрегли стандартными мерами безопасности, и в результате инцидента корабль бесследно исчез.

## Критика и мнения
Локации и окружающая среда, представленные в Half-Life и Half-Life 2, а также в дополнениях и продолжениях к обеим играм, были положительно оценены игровыми рецензентами.
Локации Half-Life описаны сайтом GameSpot как «автономные, достоверные и очень цепляющие». Обозреватели также отметили индивидуальность внешнего вида различных территорий, которые встречаются в игре. Момент, когда игрок попадал в инопланетный мир Зен ближе к концу игры, был похвален за «вдохновляющее чувство благоговения и изумления». В дополнение, несколько рецензентов похвалили путь, который проходит игрок через различные секции Чёрной Мезы, а также «бесшовные» связи между различными уровнями (в играх серии Half-Life в некоторых местах предусмотрена возможность возвращаться на уже пройденную ранее местность или локацию); комментируя это, журнал Computer and Video Games отметил, что «классическая» загрузка уровней ушла в прошлое. Однако некоторые аспекты дизайна уровней были подвергнуты критике: в частности, IGN.com, несмотря на описание локаций как «логически связанных и доставляющих удовольствие при исследовании», отметил, что в середине Half-Life «напряжённость серьёзно провисает, и игрок вынужден блуждать вокруг каких-то отвратительных тоннелей, ища кнопки и переключатели в стиле ретро-игр, выполняя головоломки, связанные с прыжками, охотой за кнопками, и все другие скучные однотипные головоломки, встречаемые в десятках других игр».
PC Zone описал окружающую среду Half-Life 2 как «захватывающую дыхание, разнообразную и огромную». GameSpot похвалил локации за то, что они «просто потрясающие, начиная от площадей и улиц Сити 17 и заканчивая ржавыми интерьерами заброшенной фабрики», а также сообщил, что игра содержит «отличный дизайн уровней». IGN.com отметил, что игровой мир Half-Life 2 «безукоризненно проработан и воплощён». Город Сити 17 был отмечен за «эстетическое использование 3D-звука». Звук используется для напоминания игроку плохого состояния поезда, на котором он прибывает в город, а звук камеры наблюдения в большом резонансном пространстве создаёт в целом неприятное чувство.
Тогда как некоторые обозреватели выразили разочарование, связанное с отсутствием новых локаций в Episode One, полностью новая сельская местность, смоделированная в Half-Life 2: Episode Two, была очень высоко оценена. Журнал Computer and Video Games сообщил, что Episode Two содержит «превосходный арт-дизайн и чуточку технологического блеска». IGN.com похвалил «обширные» открытые локации и «клаустрофобные» туннели в Белой Роще.
Фумито Уэда (англ. Fumito Ueda), ведущий разработчик игр Ico и Shadow of the Colossus, заявил, что Half-Life 2 включает в себя «естественный сеттинг» и «головоломки, природным образом встроенные в сеттинг и не позволяющие игроку потеряться».